# Bupalus postclara
Bupalus postclara là một loài bướm đêm trong họ Geometridae.